# 駿台外語&ビジネス専門学校
駿台外語＆ビジネス専門学校（すんだいがいごアンドビジネスせんもんがっこう、英: Sundai College of Business & Foreign Languages）は、駿台予備学校と同じ駿台グループに属する外国語の専修学校。

## 所在地＆アクセス
- 東京都千代田区神田駿河台1-5-8
- JR御茶ノ水駅3分、東京メトロ御茶ノ水駅・新御茶ノ水駅5分

## 沿革
- 1978年 - 専門学校駿台ELS英語学院として設立
- 1982年 - 駿台留学センターを併設
- 1993年 - 専門学校駿台ELS外語学院と名称変更
- 1997年 - 専門学校駿台外語綜合学院と名称変更
- 2012年 - 駿台外語＆ビジネス専門学校と名称変更
- 2018年 - 本校を運営する学校法人駿河台南学園と学校法人駿河台学園の合併が認可される
- 2019年 - 運営する法人が学校法人駿河台学園となる

## 組織及び教育
専門学校
- エアライン学科（昼間部2年制課程）
- 英語学科（昼間部2年制課程）
- 英語留学学科（昼間部3年制課程）
- 韓国語学科（昼間部2年制課程）
- 二言語キャリア学科（昼間部2年制課程）
- 中国語学科（昼間部2年制課程）
- 語学専科（昼間部1年制課程）
- 国際語学学科（留学生対象 昼間部2年制課程）